# Rutschji (Kaliningrad, Gwardeisk)
Rutschji (russisch Ручьи, deutsch Bieberswalde, Kreis Wehlau) ist ein Ort in der russischen Oblast Kaliningrad. Er gehört zur kommunalen Selbstverwaltungseinheit Stadtkreis Gwardeisk im Rajon Gwardeisk.

## Geographische Lage
Rutschji liegt südlich der Regionalstraße 27A-025 (ex R508) und ist über die Kommunalstraße 27K-362 von Rownoje (Romau) zu erreichen. Bis 1945 war das damalige Bieberswalde Bahnstation an der Kleinbahnstrecke von Tapiau (heute russisch: Gwardeisk) nach Friedland (Ostpreußen) (Prawdinsk) der Wehlau–Friedländer Kreisbahnen.

## Geschichte
Die bis 1946 Bieberswalde genannte Landgemeinde wurde 1874 Sitz und namensgebender Ort eines Amtsbezirks, der bis 1945 bestand und zum Kreis Wehlau im Regierungsbezirk Königsberg der preußischen Provinz Ostpreußen gehörte. 
Im Jahre 1945 kam Bieberswalde mit dem nördlichen Ostpreußen zur Sowjetunion. 1947 erhielt der Ort die russische Bezeichnung „Rutschji“ und wurde gleichzeitig dem Dorfsowjet Saretschinski selski Sowet im Rajon Gwardeisk zugeordnet. Seit etwa 1994 wurde Rutschij von Oserki aus verwaltet. Von 2005 bis 2014 gehörte der Ort zur Landgemeinde Snamenskoje selskoje posselenije und seither zum Stadtkreis Gwardeisk.

### Einwohnerentwicklung
| Jahr | Einwohner |
| ---- | --------- |
| 1910 | 316       |
| 1933 | 292       |
| 1939 | 296       |
| 2002 | 92        |
| 2010 | 85        |

### Amtsbezirk Bieberswalde (1874–1945)
Mehr als siebzig Jahre bestand der Amtsbezirk Bieberswalde, der am 13. Juni 1874 gegründet wurde und anfangs fünf Landgemeinden (LG) und zwei Gutsbezirke (GB) umfasste:
| Deutscher Name       | Russischer Name | Bemerkungen                                            |
| -------------------- | --------------- | ------------------------------------------------------ |
| Bieberswalde (LG)    | Rutschji        |                                                        |
| (Adlig) Damerau (LG) |                 |                                                        |
| Hasselhügel (LG)     |                 | in die Landgemeinde Bieberswalde eingegliedert         |
| Imten (LG)           | Karjernoje      |                                                        |
| Romau (LG)           | Rownoje         |                                                        |
| (Adlig) Damerau (GB) |                 | 1928 in die Landgemeinde (Adlig) Damerau eingegliedert |
| Freiwalde (GB)       |                 | in die Landgemeinde Bieberswalde eingegliedert         |

Am 1. Januar 1945 existierten nur noch die vier Gemeinden Bieberswalde, (Adlig) Damerau, Imten und Romau.

## Kirche
Die Bevölkerung Bieberswaldes war bis 1945 überwiegend evangelischer Konfession. Der Ort war in das Kirchspiel der Stadtkirche Tapiau (heute russisch: Gwardeisk) eingegliedert, das zum Kirchenkreis Wehlau innerhalb der Kirchenprovinz Ostpreußen der Kirche der Altpreußischen Union gehörte. In den 1990er Jahren entstand in Gwardeisk eine neue evangelisch-lutherische Gemeinde, die allerdings nicht mehr in der alten Pfarrkirche Gottesdienste feiert, die jetzt der russisch-orthodoxen Kirche gehört. Im Einzugsbereich dieser Gemeinde liegt Rutschji. Sie ist eine Filialgemeinde der Auferstehungskirche in Kaliningrad (Königsberg) in der Propstei Kaliningrad der Evangelisch-lutherischen Kirche Europäisches Russland.